# Милош Зекић (пуковник)
Милош Зекић (Сарајево, 17. септембар 1960 — Бијељина, 1. октобар 2005) био је пуковник Војске Републике Српске.

## Биографија
У Сарајеву је завршио Средњу војну школу родова копнене војске (1979), Војну академију копнене војске, смјер пјешадија (1983) и Генералштабну
школу тактике копнене војске (1996) у XLV класи. Службовао је у гарнизонима Госпић, Зајечар, Ниш и Приштина. У ЈНА је био командир вода, командир чете, командир одреда, помоћник команданта батаљона за политички рад, замјеник команданта батаљона и командант 52. батаљона војне полиције, у гарнизону Приштина. У Војсци Републике Српске је био од 13. јула 1995. до смрти. Био је командант батаљона војне полиције, командант 65. заштитног моторизованог пука, командант 512. моторизоване бригаде у 5. корпусу ВРС и начелник органа безбједности у команди 5. корпуса, уједно помоћник команданта. Ванредно је унапријеђен у чин мајора 1994, а у чин пуковника 31. децембра 2002. У ЈНА је одликован Медаљом за војне заслуге. Завршио је и специјалистички диверзантски курс, курс горске службе спасавања, те курс инструктора смучања.